# The Haunted Castle (film fra 1921)
The Haunted Castle er en tysk stumfilm fra 1921 af F. W. Murnau.

## Medvirkende
- Arnold Korff som Schlossherr von Vogelschrey
- Lulu Korff-Kyser som Centa von Vogelschrey
- Lothar Mehnert som Johann Oetsch
- Paul Hartmann som Peter Paul Oetsch
- Paul Bildt som Safferstätt
- Olga Tschechowa
- Hermann Vallentin som Landgerichtsrat a. D.
- Julius Falkenstein som Ängstlicher Herr